# Начево
Начево е село в Западна България. То се намира в Община Драгоман, Софийска област.

## География
Село Начево се намира в нископланински район, в историко-географската област Бурел.

## Население
| 1880       | 56  |
| 1892       | 70  |
| 1900       | 77  |
| 1910       | 167 |
| 1929       | 186 |
| 1934       | 173 |
| 1946       | 180 |
| 1956       | 164 |
| 1965       | 116 |
| 1975       | 64  |
| 1985       | 41  |
| 1992       | 24  |
| 2001       | 11  |
| 2011       | 11  |
| Източници: |     |

В България за организирано събиране на данни за населението може да се говори след Освобождението от 1878 г. Първото преброяване на населението в Княжество България е проведено през 1880 г. До края на XIX век са извършени още две преброявания – 1887 и 1892 г. Към 31 декември 1900 г. се провежда преброяване на населението с програма, която е значително по-усъвършенствана в сравнение с предходните, като заедно с това е съобразена с решенията на Международния статистически институт. Преброяването обхваща населението, жилищните и нежилищните сгради и домашните животни. Може да се приеме, че преброяването от 1900 г. се използва като своеобразен модел за всички следващи преброявания до това от 1946 г.

По данни от първото преброяване на населението, през 1880 г. в с. Начево живеят 56 жители.

## Личности
- Еманоил Начев – общественик и депутат до 1934 година.